# هاندابووا
هاندابووا (به لاتین: Handabowa) یک منطقهٔ مسکونی در سری‌لانکا است که در استان مرکزی (سری‌لانکا) واقع شده‌است.